# Brian Welsh
Brian Welsh (Edimburgo, 23 febbraio 1969) è un ex calciatore scozzese, di ruolo difensore.

## Carriera

### Giocatore

#### Club
Ha giocato nella prima divisione scozzese con il Dundee Utd (con cui nella stagione 1993-1994 ha anche vinto una Coppa di Scozia) e con l'Hibernian, per un totale di 172 presenze ed 11 reti in questa categoria. Ha poi proseguito la carriera nelle serie minori scozzesi, ritirandosi nel 2003, all'età di 34 anni, dopo complessive 193 presenze e 13 reti in campionati professionistici.
In carriera ha anche giocato 2 partite in Coppa delle Coppe e 5 partite in Coppa UEFA.

#### Nazionale
Tra il 1986 ed il 1987 ha giocato nella nazionale scozzese Under-19, con la quale ha raggiunto la semifinale ai campionati europei di categoria.
Nel 1987 ha partecipato ai Mondiali Under-20, nei quali ha giocato 3 partite.

### Allenatore
Tra il 2006 ed il 2008 ha allenato il Cowdenbeath, club della terza divisione scozzese, di cui in precedenza per quattro anni era stato vice allenatore. Tra il 2008 ed il 2012 ha invece allenato nelle giovanili del Livingston, club di cui nel 2012 per un periodo è poi stato anche allenatore ad interim della prima squadra.

## Palmarès

### Giocatore

#### Competizioni nazionali
- Coppa di Scozia: 1

Dundee United: 1993-1994

#### Competizioni regionali
- Forfarshire Cup: 2

Dundee United: 1986-1987, 1987-1988